# Лангбейніт
Лангбейніт – мінерал, сульфат калію і магнію острівної будови.

## Загальний опис
Хімічна формула: K2Mg2[SO4]3. Містить (%) : K2O – 22,70; MgO – 19,42; SO3 – 57,88. Часто Mg заміщується Ca.
Сингонія кубічна. Пентагон-тритетраедричний вид.
Форми виділення: брунькоподібні маси і розсіяні зерна в соляних родов., які утворюють пласти, рідко у вигляді кристалів.
Спайності не має.
Густина 2,83. Твердість 3-4. Безбарвний, прозорий, іноді жовтуватий, рожевуватий, червонуватий, фіолетовий або сірий. Блиск сильний скляний. Злам раковистий. Ізотропний.
Зустрічається в соляних калійних родов. разом з галітом, сильвіном та ін. Рідкісний.
За прізв. А.Ланґбейна (A.Langbein), S. Zuckschwerdt, 1891.